# San Isidro de Elguera
San Isidro de Elguera es una comunidad rural del municipio de Celaya, en el estado mexicano de Guanajuato. 

## Localización y demografía
San Isidro de Elguera se encuentra situado en el extremo oeste del municipio de Celaya, casi en los límites con el municipio de Villagrán y el municipio de Santa Cruz de Juventino Rosas y unos cinco kilómetros al oeste de la cabecera municipal, la ciudad de Celaya. Se encuentra directamente al norte de la Carretera Federal 45D, sus coordenadas geográficas son 20°34′17″N 100°52′57″O / 20.57139, -100.88250 y a una altitud de 1 753 metros sobre el nivel del mar.
De acuerdo con el Censo de Población y Vivienda llevado a cabo a 2010 por el Instituto Nacional de Estadística y Geografía, tiene una población total de 1 217 habitantes, de los que 653 son mujeres y 564 son hombres.

## Historia
El 21 de junio de 2020 fueron detenidos en San Isidro de Elguera un total de 26 personas vinculadas al cártel de Santa Rosa de Lima, organización delictiva dedicada a varias actividades ilícitas en la región, entre ellas el huachicoleo y el cobro de derecho de piso; entre los detenidos, están la madre, hermana y primera del líder del mismo, José Antonio Yépez Ortiz (a) «el Marro».